# Сан-Гейбриел (хребет)
Сан-Ге́йбриел (англ. San Gabriel Mountains) — вдольширотная цепь гор в юго-западной части Калифорнии. Широтная, а не близмеридиональная ориентация гор Сан-Гейбриел связана с изгибом в разломе Сан-Андреас. Участки континентальной коры на тихоокеанской плите к западу от разлома Сан-Андреас на этом отрезке подвергаются сжатию и подъёму. Горы тектонически ограничены: на севере — разломом Сан-Андреас, на юге и юго-западе — взбросом, на востоке — разломом Сан-Хасинто.
Горы Сан-Гейбриел сложены породами фундамента (метаморфические породы: мраморы, кварциты, кристаллические сланцы, гнейсы и гранитоиды, в основном тоналиты). Эта часть тихоокеанской плиты по происхождению является блоком, отколотым от североамериканской плиты при образовании полуострова Калифорния (Салинский блок). Винсентский взброс разделяет нижележащие молодые (позднемеловые-раннекайнозойские) слабометаморфизованные породы осадочного происхождения от вышележащих протерозойских сильнометаморфизованных и магматических пород. Для рельефа гор Сан-Гейбриел характерны крутые каньоны по трещинам.

## Высочайшие горы
- Сан-Антонио — 3068 м;
- Уилсон — 1742 м.

## Достопримечательности
- Мост в никуда[англ.]. Построен в 1936 году как часть будущей дороги, которая соединила бы долину Сан-Гейбриел[англ.] и поселение Райтвуд[англ.][3]. До настоящего времени эта дорога так и не построена, ныне мост носит прозвище «мост в никуда», он популярен у туристов и банджи-джамперов[4].